# فيردينس غانغ (صحيفة)
فيردينس غانغ ("مسار العالم") والمعروفة بشكل مختصر تحت اسم VG، هي صحيفة تابلويد شعبية نرويجية مملوكة للأجانب. في عام 2016، بلغت أرقام توزيع الصحيفة 93,883 بعد أن انخفضت ذروة تداولها إلى 390,510 في عام 2002. ومع ذلك تعد صحيفة فيردينس غانغ الأكثر قراءة على الإنترنت في النرويج، مع حوالي مليوني قارئ يوميا.